# NGC 7374
NGC 7374 (również PGC 69676) – galaktyka spiralna (Sbc), znajdująca się w gwiazdozbiorze Pegaza. Odkrył ją Albert Marth 7 sierpnia 1864 roku.